# 永宁安抚司
永宁安抚司，明朝时在今四川省境设置的安抚司。
洪武四年（1371年）改永宁宣抚司置，治所在今四川省叙永县永宁河东。属贵州都司。八年复为永宁宣抚司。